# Commandant Beaurepaire
'Commandant Beaurepaire' est un cultivar de rosier Bourbon qui doit son nom au commandant Beaurepaire (1740–1792), mort pendant le siège de Verdun en septembre 1792. Ce rosier est obtenu par les rosiéristes Moreau et Robert. Il est obtenu en 1864 et introduit au commerce en 1874, puis réintroduit en 1879 sous le nom de 'Panachée d'Angers'.

## Description
'Commandant Beaurepaire' est une excellente variété de roses panachées par la qualité de sa floraison de fin mai à fin juin, avec parfois une faible remontée en fin d'été. Ses fleurs en coupe de 45 pétales sont panachées de rose intense au rouge clair, mouchetées de pourpre et striées de blanc et exhalent un parfum exquis de citronnelle. Son feuillage est vert clair à pointes effilées et ses rameaux, épineux. Le buisson s'élève en moyenne à 150 cm, mais dépasse facilement 250 cm lorsque le climat est clément.
Il est nécessaire de rabattre le buisson après la floraison. Sa zone de rusticité est de 5b à 10b. On peut notamment l'admirer à l'Europa-Rosarium de Sangerhausen.

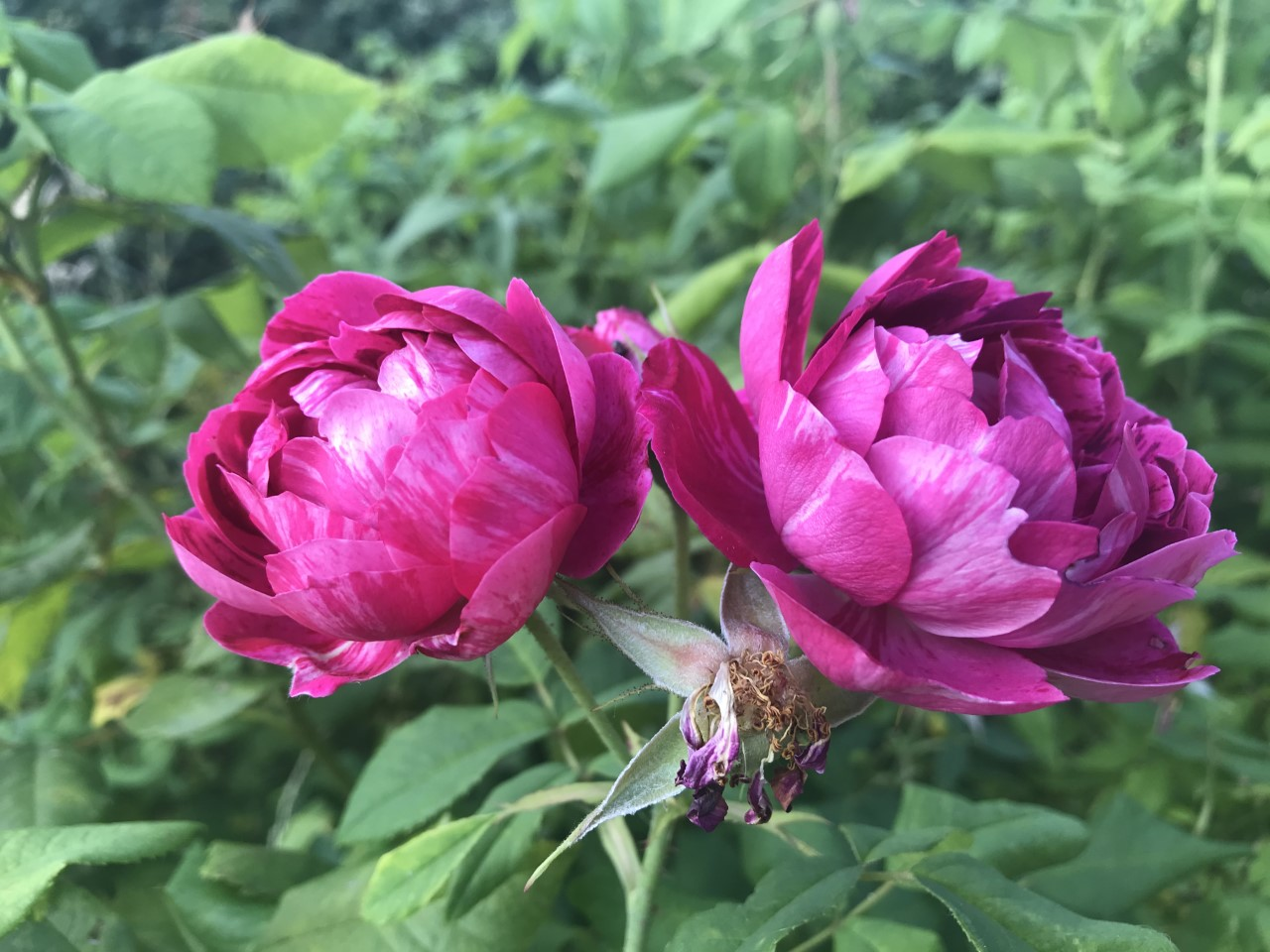
Roses 'Commandant Beaurepaire'.
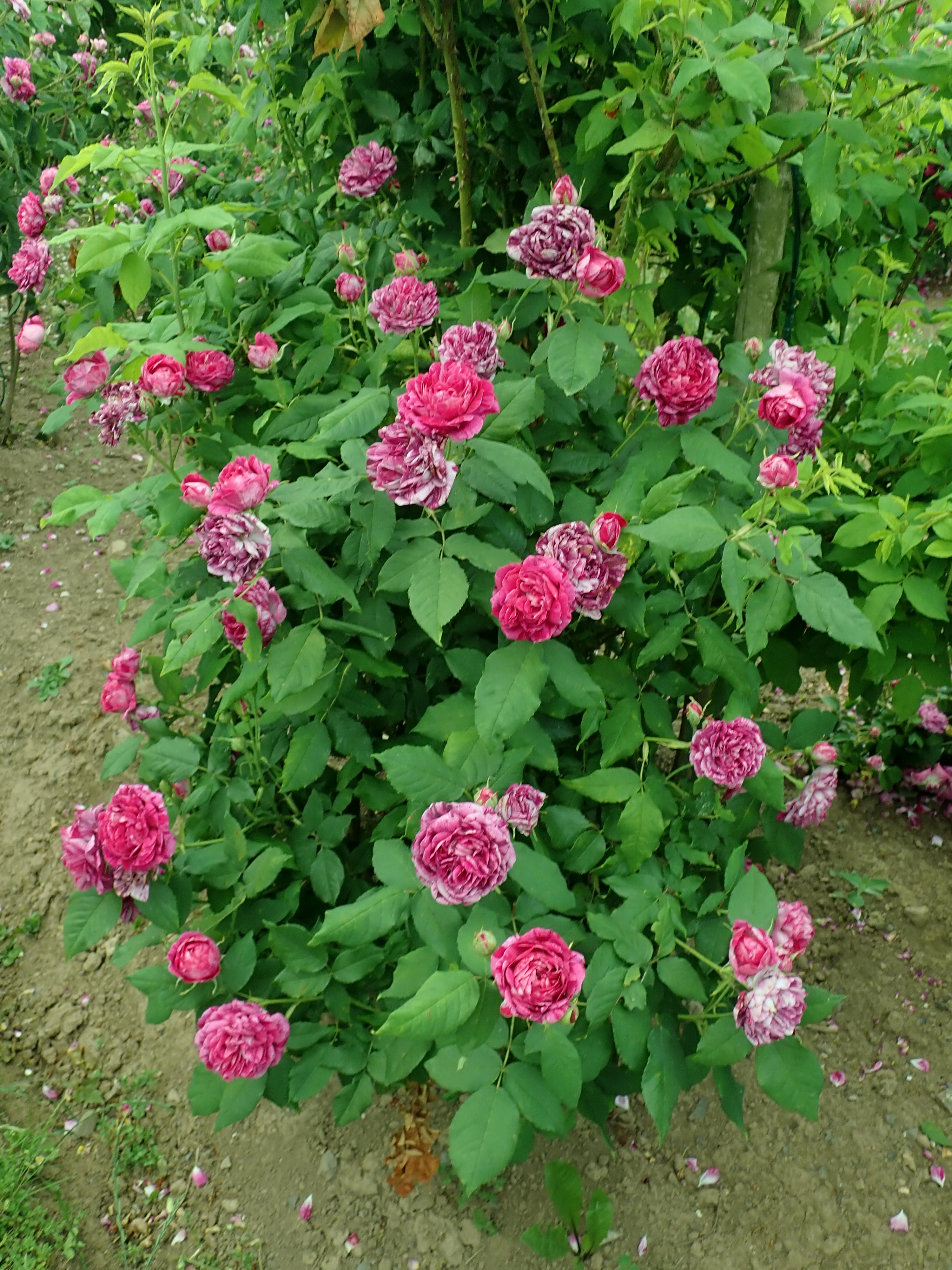
Buisson de 'Commandant Beaurepaire' à Sangerhausen.
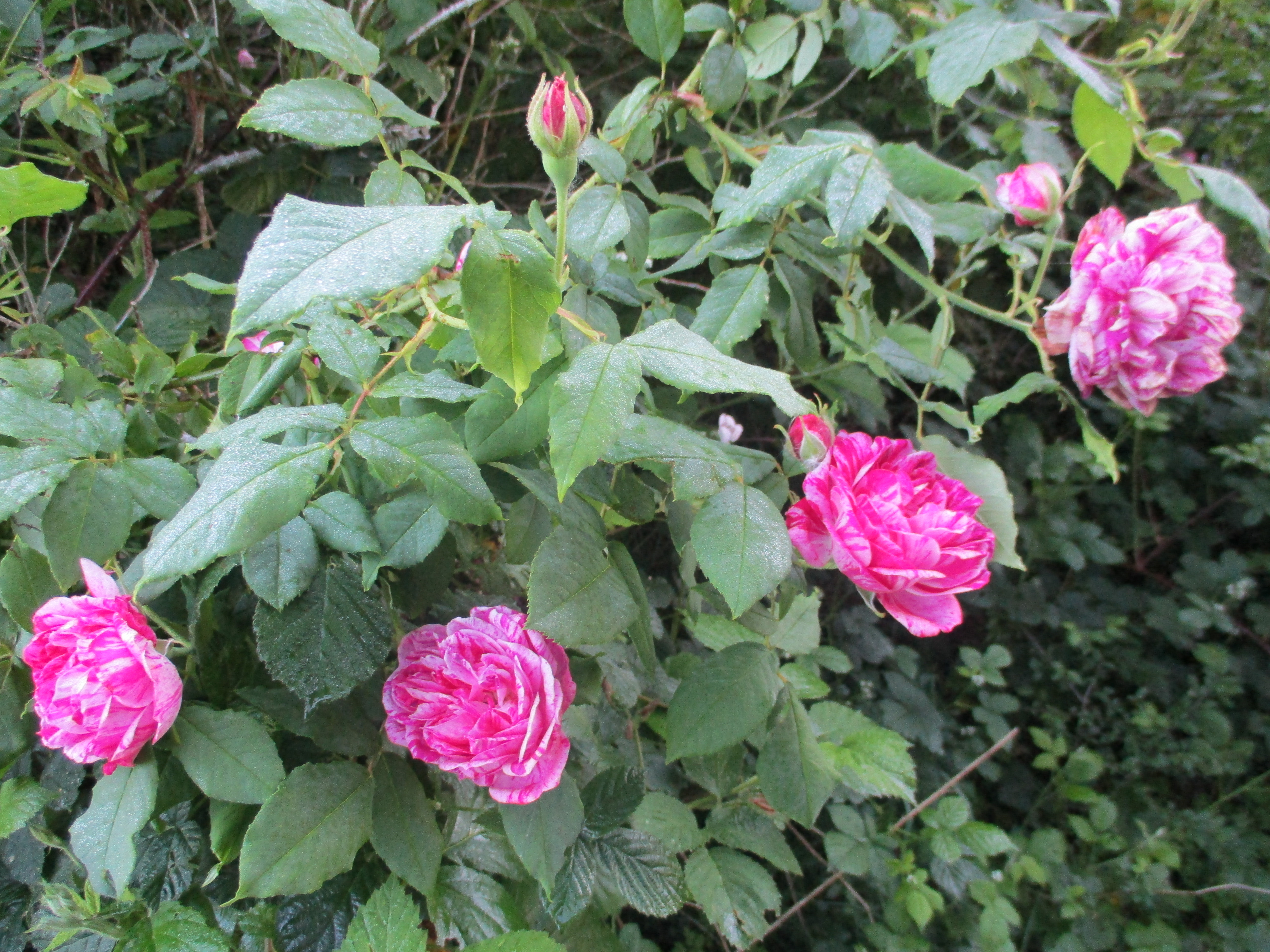
Roses 'Commandant Beaurepaire'.
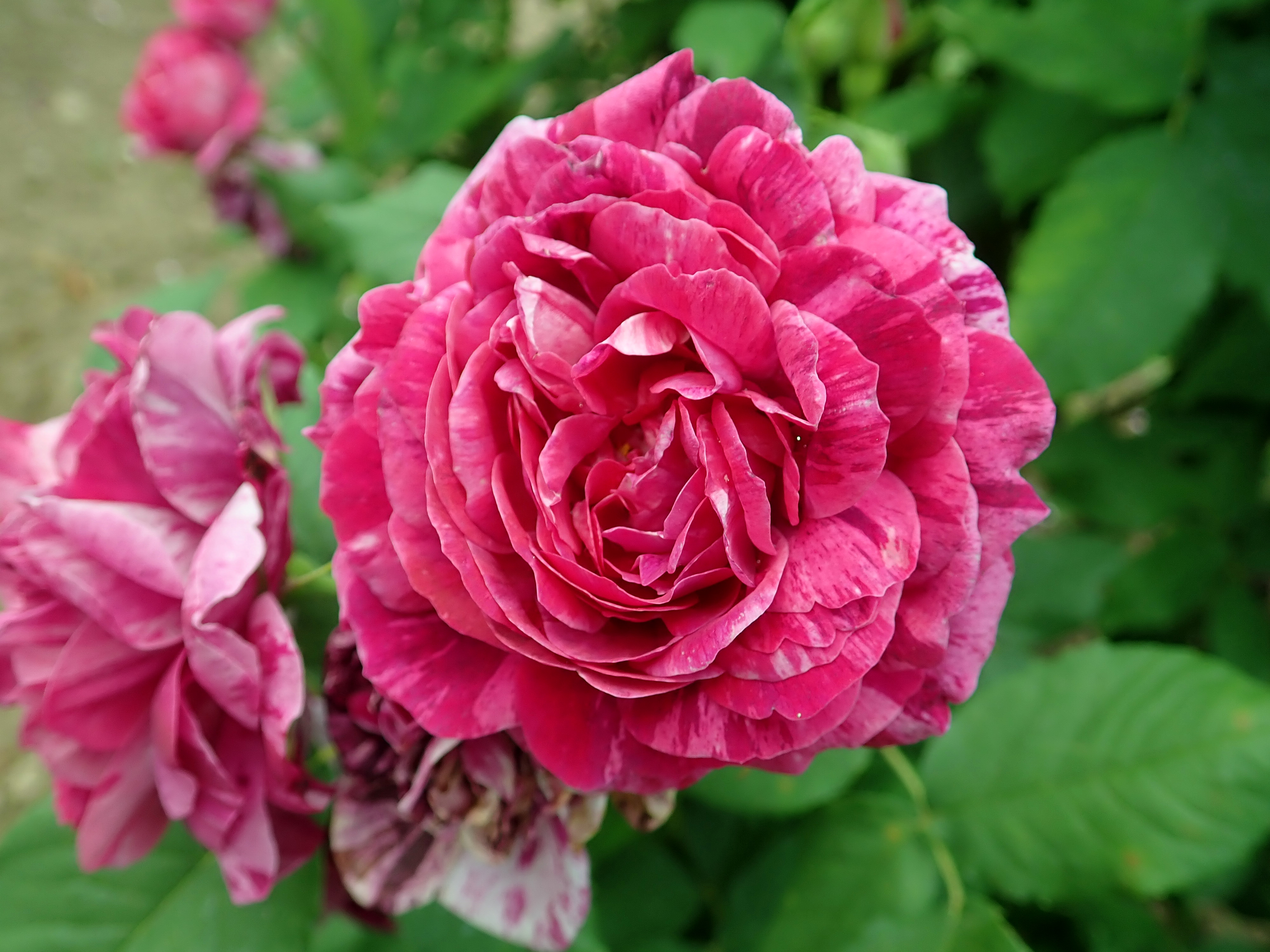
Roses 'Commandant Beaurepaire'.
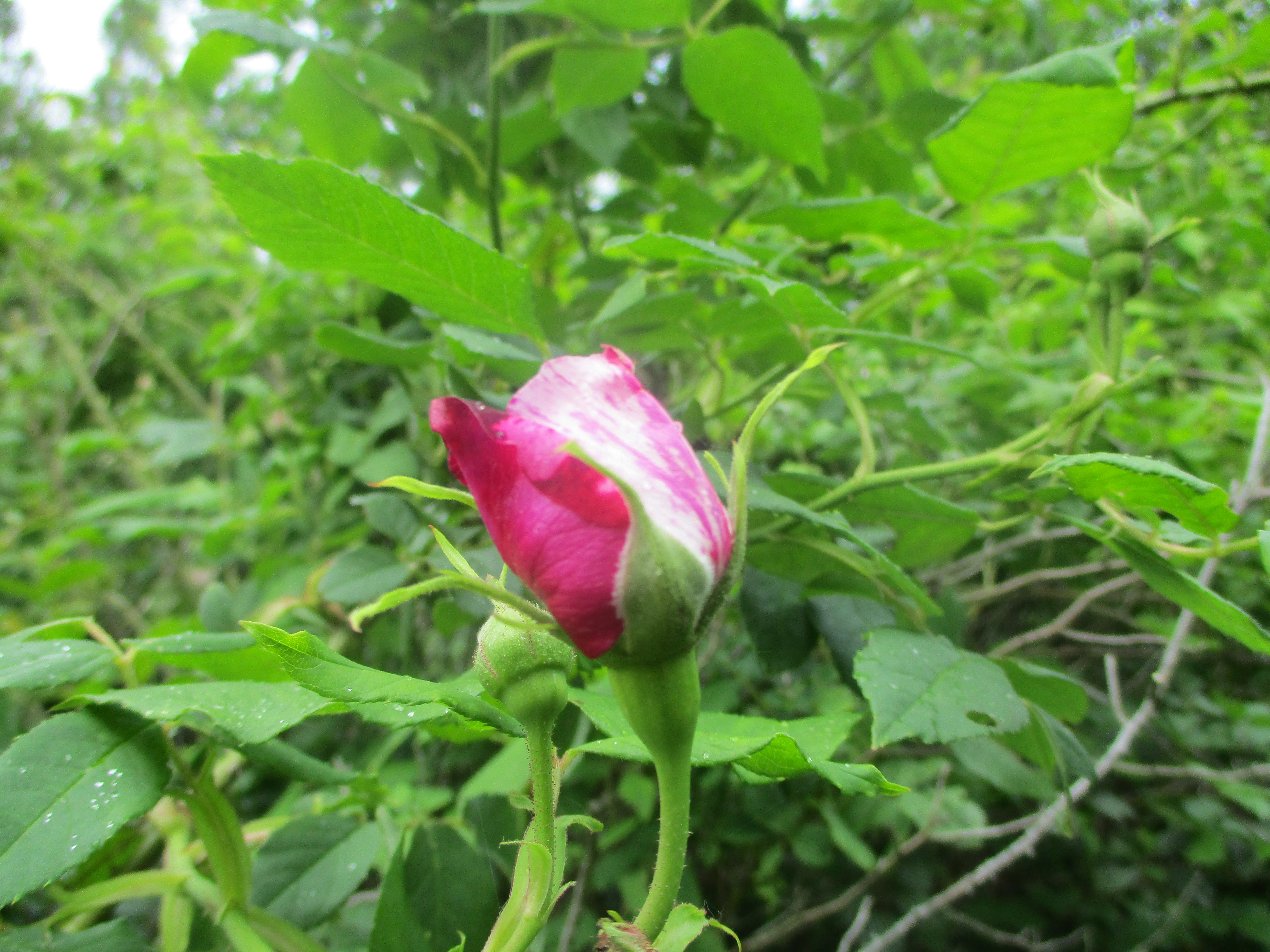
Bouton 'Commandant Beaurepaire'.